# Helbra
Helbra è un comune tedesco di 3 826 abitanti situato nel land della Sassonia-Anhalt.